# Salt amb esquís als Jocs Olímpics d'hivern de 2006 - Salt llarg per equips
Als Jocs Olímpics d'Hivern de 2006 celebrats a la ciutat de Torí (Itàlia) es disputà una prova de salt amb esquís per equips des del trampolí de 120 metres d'alçada.
La competició se celebrà el dia 20 de febrer de 2006 a les instal·lacions de Pragelato. Hi participaren un total de 64 saltadors de 16 comitès nacionals diferents.

## Resum de medalles
| Or                                                                          | Argent                                                                | Bronze                                                                         |
| ÀustriaAndreas Widhölzl · Andreas Kofler · Martin Koch · Thomas Morgenstern | FinlàndiaTami Kiuru · Janne Happonen · Janne Ahonen · Matti Hautamäki | NoruegaLars Bystøl · Bjørn Einar Romøren · Tommy Ingebrigtsen · Roar Ljøkelsøy |

## Resultats
Setze equips participaren en aquesta prova, després d'haver fet tots els saltadors un salt els vuit millors equips passaren a la ronda final. Cada esquiador tornà a fer un salt, i el resultat final s'obtingué de la combinació dels salts de cada equip.
| Pos. | Nom                                                                               | Salt 1                        | Pos. | Salt 2                        | Pos. |                               |
| ---- | --------------------------------------------------------------------------------- | ----------------------------- | ---- | ----------------------------- | ---- | ----------------------------- |
| 1    | ÀustriaAndreas Widholzl · Andreas Kofler · Martin Koch · Thomas Morgenstern       | 472.6 107.1 133.8 106.6 125.1 | 1    | 511.4 122.7 126.0 120.3 142.4 | 1    | 984.0 229.8 259.8 226.9 267.5 |
| 2    | FinlàndiaTami Kiuru · Janne Happonen · Janne Ahonen · Matti Hautamäki             | 467.2 113.6 109.5 122.2 121.9 | 2    | 509.4 127.2 112.2 129.6 140.4 | 2    | 976.6 240.8 221.7 251.8 262.3 |
| 3    | NoruegaLars Bystøl · Bjørn Einar Romøren · Tommy Ingebrigtsen · Roar Ljøkelsøey   | 452.4 117.3 114.6 97.2 123.3  | 3    | 497.7 136.9 116.3 97.2 147.3  | 3    | 950.1 254.2 230.9 194.4 270.6 |
| 4    | AlemanyaMichael Neumayer · Martin Schmitt · Michael Uhrmann · Georg Späth         | 446.0 113.8 116.4 105.4 110.4 | 4    | 476.6 118.0 100.9 125.0 132.7 | 4    | 922.6 231.8 217.3 230.4 243.1 |
| 5    | PolòniaStefan Hula · Kamil Stoch · Robert Mateja · Adam Małysz                    | 445.2 99.9 108.1 116.3 120.9  | 5    | 449.2 101.2 112.6 110.8 124.6 | 7    | 894.4 201.1 220.7 227.1 245.5 |
| 6    | JapóDaiki Ito · Tsuyoshi Ichinohe · Noriaki Kasai · Takanobu Okabe                | 426.8 106.2 104.3 110.5 105.8 | 6    | 466.3 107.2 103.1 126.4 129.6 | 5    | 893.1 213.4 207.4 236.9 235.4 |
| 7    | SuïssaMichael Möllinger · Simon Ammann · Guido Landert · Andreas Küttel           | 424.2 107.2 108.5 95.7 112.8  | 8    | 462.7 108.7 107.6 108.6 137.8 | 6    | 886.9 215.9 216.1 204.3 250.6 |
| 8    | RússiaDenis Kornilov · Dimitri Ipatov · Dimitri Vassiliev · Ildar Fatchullin      | 425.0 106.7 105.3 114.0 99.0  | 7    | 431.8 97.5 109.9 126.3 98.1   | 8    | 856.8 204.2 215.2 240.3 197.1 |
| 9    | TxèquiaJan Matura · Ondřej Vaculík · Borek Sedlák · Jakub Janda                   | 397.0 110.8 79.6 99.0 107.6   | 9    | —                             | —    | 397.0 110.8 79.6 99.0 107.6   |
| 10   | EslovèniaRok Benkovič · Robert Kranjec · Primož Peterka · Jernej Damjan           | 390.4 95.3 74.4 108.5 112.2   | 10   | —                             | —    | 390.4 95.3 74.4 108.5 112.2   |
| 11   | ItàliaAndrea Morassi · Sebastian Colloredo · Alessio Bolognani · Davide Bresadola | 328.4 80.1 105.3 70.7 72.3    | 11   | —                             | —    | 328.4 80.1 105.3 70.7 72.3    |
| 12   | KazakhstanNikolay Karpenko · Radik Zhaparov · Alexey Korolev · Ivan Karaulov      | 322.2 84.8 85.7 69.7 82.0     | 12   | —                             | —    | 322.2 84.8 85.7 69.7 82.0     |
| 13   | Corea del SudChoi Yong-Jik · Choi Heung-Chul · Kim Hyun-Ki · Kang Chil Ku         | 321.5 79.0 69.8 89.8 82.9     | 13   | —                             | —    | 321.5 79.0 69.8 89.8 82.9     |
| 14   | Estats UnitsTommy Schwall · Anders Johnson · Clint Jones · Alan Alborn            | 286.8 60.7 50.3 82.2 93.6     | 14   | —                             | —    | 286.8 60.7 50.3 82.2 93.6     |
| 15   | CanadàGregory Baxter · Stefan Read · Graeme Gorham · Michael Nell                 | 276.8 71.2 82.0 60.2 63.4     | 15   | —                             | —    | 276.8 71.2 82.0 60.2 63.4     |
| 16   | R.P. de la XinaLi Yang · Yang Guang · Wang Jianxun · Tian Zhandong                | 206.1 72.0 32.5 50.1 51.5     | 16   | —                             | —    | 206.1 72.0 32.5 50.1 51.5     |